# 日本海横断パイプライン構想
日本海横断パイプライン構想（にほんかいおうだんぱいぷらいんこうそう）は、ウラジオストクと新潟を直線で結ぶ約900キロメートルを天然ガスパイプラインルートとして想定している。

## 概要
天然ガスの輸送コストは一般的に2000キロメートル以下であれば船よりパイプラインの方が安くなる。建設費は3,000億から5,000億円で、水深3,000メートル以上の深海に敷設するパイプラインは世界的にも例がない。新潟県では、天然ガス輸入後の需給調整のための貯蔵に、県内にある南長岡ガス田に隣接する枯渇ガス田を利用して地下貯蔵できる。関東への広域天然ガスパイプラインとしては、長岡－桶川ルート（251キロメートル）の計画がある。

## 沿革
- 2013年（平成25年）-2月19日、泉田裕彦新潟県知事が「日本海横断パイプライン構想」の可能性を調査研究を行うための予算を２月県議会に提案[5] 。
  - 9月11日、新潟県・新潟市・上越市・聖籠町がエネルギー戦略特区を提案[6] 。
- 2014年（平成26年）- 1月22日、新潟県の出資で（パイプライン設置を）後押しする仕組について検討[7][8]。
  - 7月16日、日本海横断パイプライン（PL）構想について、県から構想調査を委託された環日本海経済研究所（エリナ、新潟市中央区）は報告をまとめた[9]。
  - 9月、ロシアが、宗谷海峡経由で天然ガスパイプライン建設を提案[10][11][12][13][14][15]。
  - 10月13日、ガスプロムのアレクセイ・ミレル社長はウラジオストク郊外の液化天然ガス（ LNG ）プラント建設計画を「撤回する可能性がある」と表明[16][17]。
- 2015年（平成27年）- 7月14日、新潟県が「海外産天然ガスの枯渇ガス田貯蔵等に関する研究会」を設立[18][19]。
  - 研究会構成団体 :国際石油開発帝石、JX日鉱日石開発、石油資源開発、天然ガス鉱業会、北陸ガス、三菱総合研究所、石油天然ガス・金属鉱物資源機構（オブザーバー参加）、新潟県（事務局）。